# Льюис, Блейк
Блейк Льюис (англ. Blake Lewis, Ботелл, США, 21 июля 1981) — американский поэт-песенник, битбоксер, финалист American Idol сезона 2007 года.

## Дискография

### Студийные альбомы
- A.D.D. (Audio Day Dream) (2007) — 10 позиция Billboard 200
- Heartbreak on Vinyl (2009) — 135 позиция Billboard 200

### Синглы
- You Give Love a Bad Name (2007)
- Break Anotha (2008)
- How Many Words (2008)